# King Arthur: Legend of The Sword (Original Motion Picture Soundtrack)
Der Soundtrack zum Film King Arthur: Legend of the Sword, ein auf der Artussage beruhender Abenteuerfilm von Guy Ritchie, wurde von Daniel Pemberton komponiert, am 5. Mai 2017 von WaterTower Music in digitaler Version und am 12. Mai 2017 von Sony Classical als CD veröffentlicht.

## Produktion
Die Filmmusik für King Arthur: Legend of the Sword komponierte Daniel Pemberton, der für Guy Ritchie bereits in gleicher Funktion beim Film Codename U.N.C.L.E. tätig war. Bei einem Stück wurde Pemberton von Gareth Williams unterstützt. 

## Veröffentlichung
Der Soundtrack zum Film umfasst 26 Titel. In der Deluxe Digital Version sind vier beziehungsweise sechs Bonus-Tracks enthalten. Er wurde am 5. Mai 2017 von WaterTower Music in digitaler Version und am 12. Mai 2017 von Sony Classical als CD veröffentlicht.

## Rezeption
Die Filmmusik kommt nach Ansicht von Kritikern ohne Mittelalterromantik aus und entspricht damit der, für ein Historienepos im Westernstil. So hebt Mihnea Manduteanu in seiner Kritik besonders das Stück The Legend Of Excalibur hervor, das er als richtig episches Stück bezeichnet.

## Titelliste des Soundtracks
1. From Nothing Comes A King
2. King Arthur: Legend Of The Sword
3. Growing Up Londinium
4. Jackseye's Tale
5. The Story Of Mordred
6. Vortigen And The Syrens
7. The Legend Of Excalibur
8. Seasoned Oak
9. The Vikings And The Barons
10. The Politics And The Life
11. Tower And Power
12. The Born King
13. Assassins Breathe
14. Run Londinium
15. Fireball
16. Journey To The Caves
17. The Wolf And The Hanged Men
18. Camelot In Flames
19. The Lady In The Lake
20. The Darklands
21. Revelation
22. King Arthur: Destiny Of The Sword
23. The Power Of Excalibur
24. Knights Of The Round Table
25. King Arthur: The Coronation
26. The Devil And The Huntsman

Zudem in der Deluxe Digital Version
1. The Ballad Of Londinium
2. Riot & Flames
3. Anger
4. Cave Fight
5. Confrontation with the Common Man
6. The Devil & The Daughter

## Charterfolge
Am 19. Mai 2017 stieg der Soundtrack auf Platz 50 in die Soundtrack-Album-Charts im Vereinigten Königreich ein und befand sich dort in der Folgewoche auf Platz 17. Am 26. Mai 2017 stieg der Soundtrack auf Platz 12 in die US-amerikanischen Billboard-Soundtrack-Album-Charts ein. Am 26. Mai 2017 stieg der Soundtrack auf Platz 99 in die deutschen Albumcharts ein.